# Paracis obscura
Paracis obscura is een zachte koraalsoort uit de familie Plexauridae. De koraalsoort komt uit het geslacht Paracis. Paracis obscura werd in 1910 voor het eerst wetenschappelijk beschreven door Thomson & Russell. 